# Ignacio Peña Del Río
Ignacio Peña Del Río fue un notorio ladrón de guante blanco, falsificador y experto en artes marciales, apodado el James Bond de los ladrones debido a las herramientas y técnicas sofisticadas que utilizó en algunos de sus crímenes. Fue responsable de más de 1000 robos en California, haciéndole uno de los ladrones de guante blanco más notorios y prolíficos de los Estados Unidos. Robó más de 18 millones de dólares en joyas y obras de arte y alcanzó notoriedad pública después de que aceptase a enseñar algunas de sus técnicas en un vídeo de entrenamiento para las agencias del orden y de la seguridad pública de 70 minutos y después de que  dibujase un mapa desde su celda en prisión en el que dirigió a las autoridades a un tesoro enterrado en el Valle de San Fernando en California el cual contenía millones de dólares en joyas.

## Primeros años y carrera criminal
Ignacio Peña Del Río se crio en España donde desde una temprana edad podía aprobar exámenes con un mínimo esfuerzo y donde  empezó a practicar deportes de alto riesgo como las artes marciales, el kick boxing, el surf, la escalada y el motociclismo, a pesar de que nunca utilizó su conocimiento en un modo agresivo, sólo para defenderse. Era conocido por exaltar en todo lo que se enfocaba debido a su inteligencia y habilidades naturales. Los detectives que investigaban su caso creían que estos atributos lo llevaron a sobresalir en sus actividades delictivas que ejercía por la adrenalina y la emoción que traían consigo y no por necesidad.
Emigró a los Estados Unidos para competir en las artes marciales y para asistir a la Universidad de San Diego donde se graduó con un diploma en administración de empresas, pero pronto se unió a una banda de ladrones itinerarios con quienes participó en varios robos. Poco después de esto Ignacio dejó la banda porque quería dedicarse a vecindarios más ricos y comenzó a desarrollar sus propias técnicas que incluían el uso de herramientas sofisticadas para algunos de sus robos, así como la creación de visas, pasaportes, licencias de conducir y diferentes tipos de identificaciones que usó para cambiar nombres con frecuencia. Durante su carrera criminal usó más de 35 identidades diferentes. También fue durante este tiempo que aprendió por sí mismo cómo abrir cajas fuertes y cómo anular los sistemas de alarma.
Durante su carrera fue perseguido por el FBI que finalmente tuvo su primera oportunidad después de que se descubriera parte de su botín cuando, por error, se abrió una habitación en una instalación de almacenamiento en el Valle de San Fernando y se descubrieron millones de dólares en joyas y arte. El botín contenía una pintura de Degas valorada en 10 millones de dólares, millones de dólares en joyas, un arsenal de armas y muchos otros objetos de valor robados. Poco después del descubrimiento las armas fueron transferidas a la Agencia de Alcohol, Tabaco, Armas de Fuego y Explosivos (ATF) y los artículos robados al departamento de policía, quien después de una investigación exhaustiva pudo obtener una pista sobre los muchos casos de robos que habían aparecido en el área del sur de California. Esto condujo al arresto de Ignacio en febrero del 2006, quien fue aprehendido usando el nombre de Roberto Caveda. En consecuencia fue declarado culpable de seis cargos de robo en primer grado, nueve cargos de poseer propiedad robada y un cargo de intentar escapar de la custodia.
Desde la prisión accedió a participar en un video de entrenamiento para las fuerzas de la seguridad y el orden y además dibujó un mapa que condujo a la policía a un lugar donde había enterrado parte de su botín. Por su participación en la creación de este video de entrenamiento para las fuerzas de la seguridad y el orden y por llevar a las autoridades a este tesoro escondido, Ignacio obtuvo una reducción de tiempo de un tercio de su condena.